# Roser Rius i Camps
Roser Rius i Camps (Barcelona, 1947) és una a il·lustradora i escriptora de literatura infantil. A la Universitat Autònoma de Barcelona va estudiar magisteri i es va especialitzar a l'Escola de Belles Arts de Barcelona en dibuix i pintura i en disseny gràfic a l'escola de Disseny EINA. Els seus llibres són característics per incloure activitats d'art plàstica per als infants.
És la petita d'onze germans. L'11 octubre de 1974 quan tenia 27 anys, militant de la Lliga Comunista Revolucionaria va ser arrestada a Madrid i va ser víctima de les tortures de Juan Antonio González Pacheco. El 2019 es va querellar amb cinc víctimes més contra Billy el Niño i altres membres de la policía secreta franquista, que van quedar impunes durant quasi mig segle.
A més de ser il·lustradora, també fa classes de plàstica i ha publicat alguns articles relacionats amb la relació entre la il·lustració i pedagogia. Ha fet alguns seminaris a l'Escola Professional de la Diputació de Barcelona. L'any 1984, va fundar l'Associació Professional d'il·lustradors de Madrid. És casada i té dues filles.
Una de les obres més conegudes és la seva col·lecció titulada Pequeña Tina.

## Obres destacades[5]
- L'ocell daurat.  Cruïlla, 2016 (El Vaixell de Vapor).
- Sant Jordi i el drac.  Cruïlla, 2012.
- En Patufet.  Baula, 2011 (Petits i Eixerits).
- En cap cap cap.  Cadí, 2008 (Llegir és viure).
- La Rut és un belluguet.  Cruïlla, 2007 (Dia a Dia).
- L'Ivan no deixa mai res.  Cruïlla, 2006 (Dia a Dia).
- L'Andrea és un belluguet.  Cruïlla, 2006 (Dia a Dia).
- Llegenda de la Marededéu de Núria.  Brau, 2005.
- En Patufet.  Susaeta, 2005 (Rondallari Català).
- El comte Arnau.  Susaeta, 2005 (Rondallari Català).
- En Guillem ho vol tot.  Cruïlla, 2005 (Dia a Dia).
- La Clara té una gran família.  Cruïlla, 2005 (Dia a Dia).
- Les noies del blat de moro.  Llibres a mida, 2004 (Contes del Món).